# Idiodes andrivola
Idiodes andrivola là một loài bướm đêm trong họ Geometridae.